# Sonnenfinsternis vom 12. August 1654
Die Sonnenfinsternis vom 12. August 1654 war eine totale Sonnenfinsternis, die in Europa sichtbar war.

## Beschreibung
Der Kernschattenbereich begann im äußersten Osten Neufundlands, überquerte den Atlantik, überstrich dann Schottland und Dänemark. Er zog dann über eine längere zusammenhängende Landfläche, über Polen, die Ukraine, die kaukasischen Staaten, den Iran, erreichte das Arabische Meer, überquerte Südindien und endete schließlich im Indischen Ozean, kurz vor der Malaiischen Küste.
Die Sonnenfinsternis war die 41. des Saroszyklus 120.

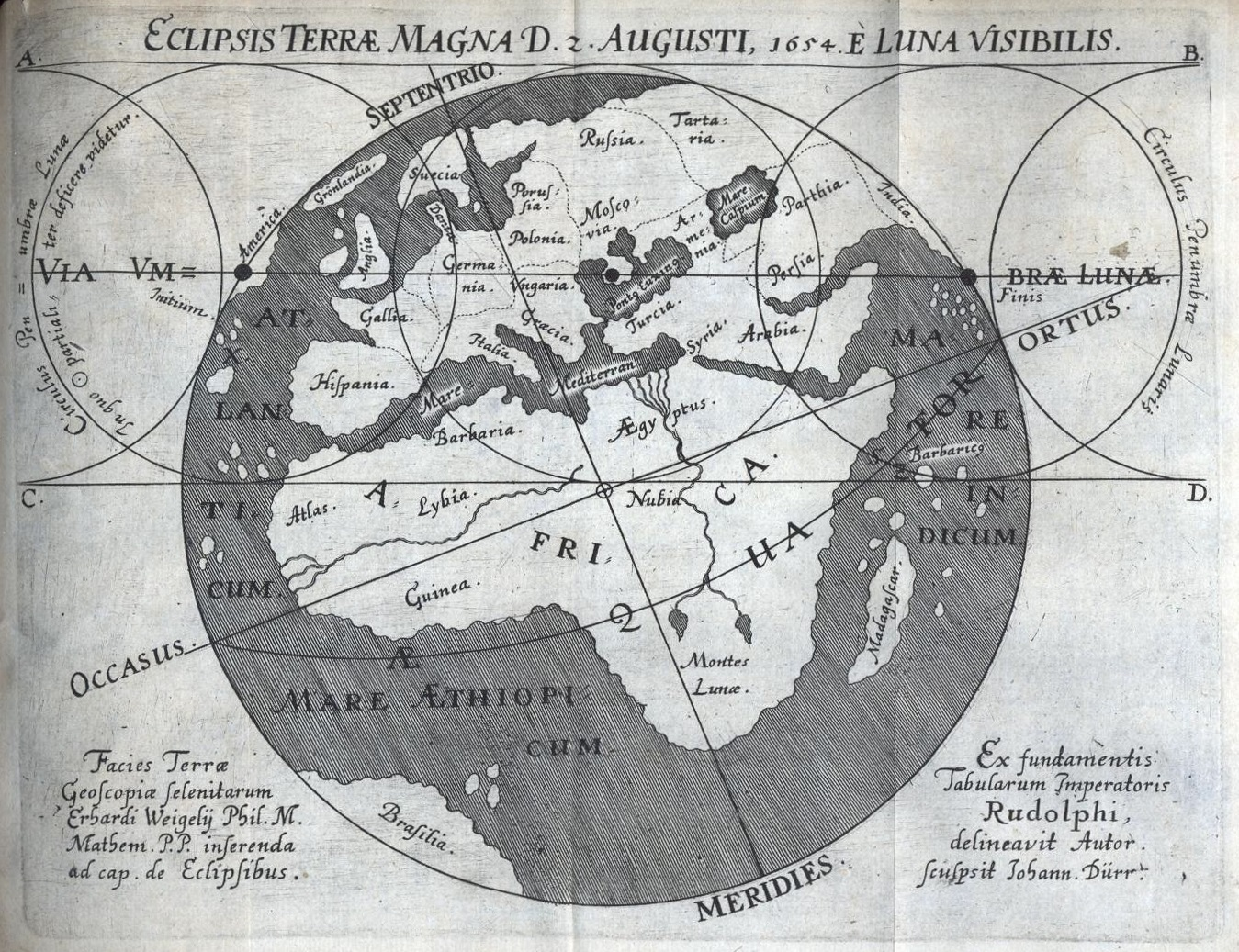
Erhard Weigel, vorausberechneter Kernschattenverlauf

## Historische Bemerkungen
Der deutsche Mathematiker und Astronom Erhard Weigel hatte den Schattenverlauf vorausberechnet. Die nebenstehende Karte gilt als erste auf einer Karte festgehaltene Vorhersage dieser Art.
Die angekündigte Sonnenfinsternis hatte in der Bevölkerung  Angst und Schrecken verbreitet. Astrologische Begleitumstände und die Tatsache, dass nach biblischer Zählung 1656 Jahre nach Erschaffung der Welt die Sintflut hereinbrach, ließ viele Menschen den nahenden Weltuntergang befürchten.